# Бернардіно Луїні
Бернарді́но Луї́ні (італ. Bernardino Luini; 1480, Думенца — 1532, Мілан) — італійський живописець.

## Біографія
Народився у Думенці на Лаго-Маджоре. Навчався, ймовірно, в Бергоньйоне і Донато Браманте, однак його малярська манера сформувалась під впливом Леонардо да Вінчі. Луїні вважається одним з найзначніших послідовників художника. Однак його полотна на релігійні і міфологічні сюжети більш сентиментальні і чуттєві, за що він здобув велику популярність ще за життя. Луїні володів успішною майстернею, а також мав велику кількість наслідувачів, які іноді зводили його витончений стиль до вульгарної карикатурності. У пізніх роботах художника проглядається вплив Рафаеля. Ймовірно, Луїні відвідав Рим, де міг познайомитись з його полотнами і фресками, хоча перевірених даних про це нема.
Творчий спадок Луїні достатньо великий і включає не тільки станкові полотна, але і хороші зразки вівтарного і фрескового живопису, в яких він наслідував традиції старого ломбардського живопису XIV століття. Однією з найбільш успішних робіт майстра в цьому жанрі вважається цикл фресок в Саронно «Життя Діви Марії» (1525)
Художник помер у Мілані у 1532 році.

## Галерея

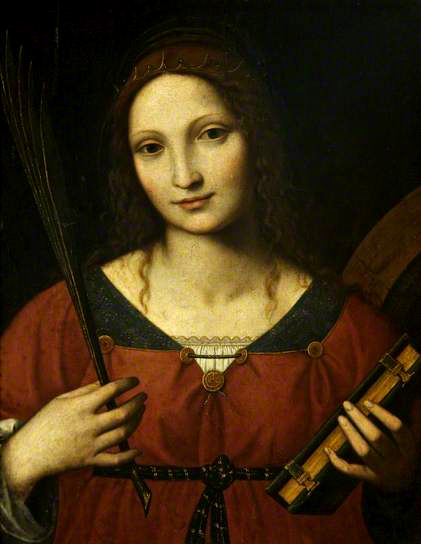
«Святая Катерина». Национальный музей искусств Азербайджана
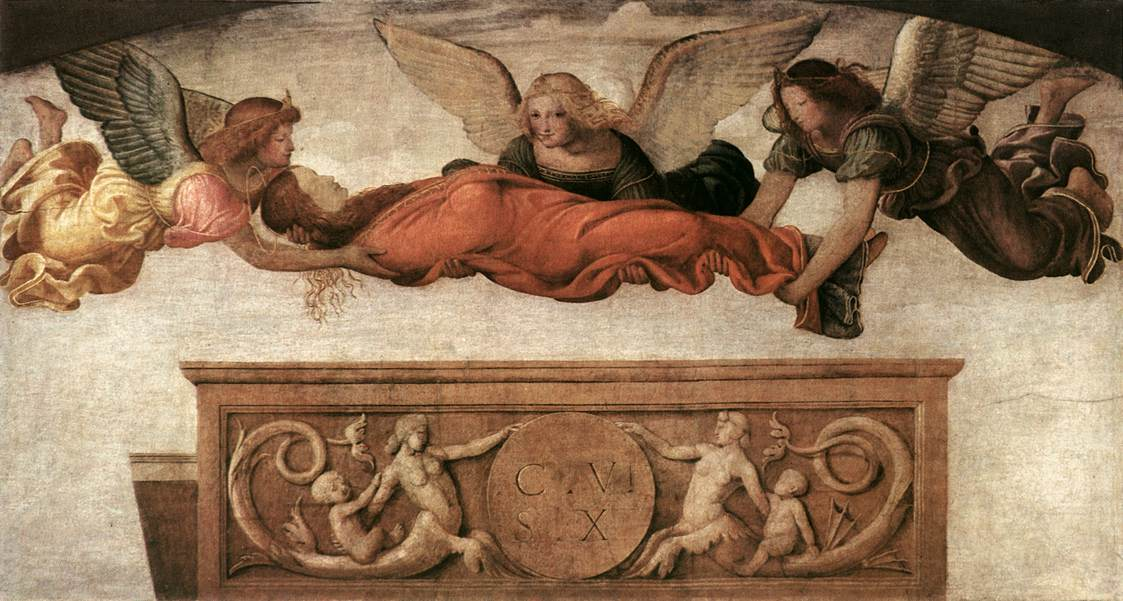
«Вознесение ангелами святой Екатерины» (ок. 1520 г., Брера)
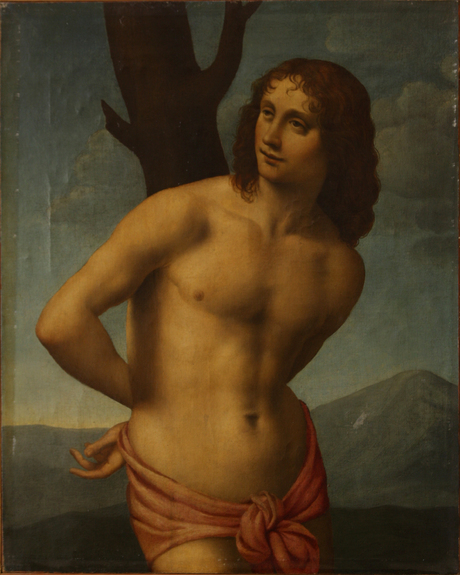
«Св. Себастьян». Национальная картинная галерея Армении
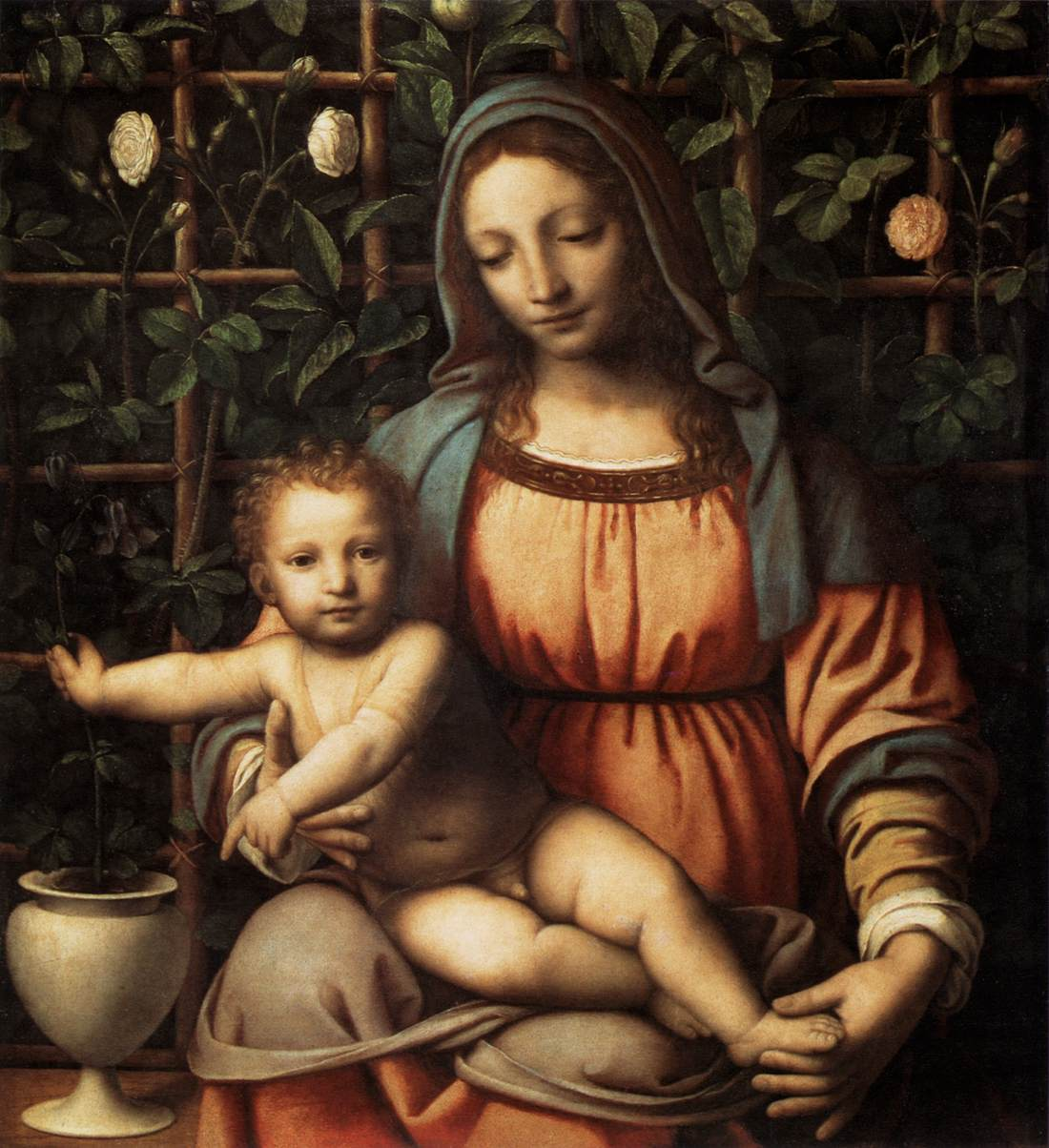
«Мадонна в розарії», бл. 1510, Пінакотека Брера, Мілан